# Mario Gariazzo
Pour les articles homonymes, voir Gariazzo.
Mario Gariazzo, né le 4 juin 1930 à Biella, dans la province éponyme, au Piémont et mort le 18 mars 2002 à Rome, est un réalisateur et scénariste italien.
Il est parfois crédité en tant que Roy Garret, Roy Garrett, Robert Paget ou John Walker.

## Filmographie

### Comme réalisateur
- 1962 : Lasciapassare per il morto (it)
- 1969 : Dieu pardonne à mon pistolet (Dio perdoni la mia pistola)
- 1971 : Le Jour du jugement (Il giorno del giudizio)
- 1971 : Acquasanta Joe
- 1973 : La Fureur d'un flic (La mano spietata della legge)
- 1973 : Colin
- 1974 : Mourir à 12 ans (it) (Il venditore di palloncini)
- 1974 : L'Exorcisation (L'ossessa)
- 1978 : Incontri molto ravvicinati... del quarto tipo (it)
- 1978 : La Quatrième Rencontre (Occhi dalle stelle)
- 1979 : Play Motel (it)
- 1980 : Attenti a quei due napoletani (it)
- 1984 : Cet emmerdeur d'ange gardien (it) (L'angelo custode)
- 1985 : L'Esclave blonde (Schiave bianche - Violenza in Amazzonia)
- 1987 : Attraction fatale (L'attrazione)
- 1988 : Intrigues sensuelles (it) (Intrigo d'amore)
- 1988 : L'Étranger de l'espace (Fratello dello spazio)
- 1990 : Sapore di donna (it)
- 1991 : Ultimi fuochi d'estate
- 1992 : Che meraviglia, amici!

### Comme scénariste
- 1969 : Dieu pardonne à mon pistolet (Dio perdoni la mia pistola)
- 1971 : Le Jour du jugement (Il giorno del giudizio)
- 1971 : Acquasanta Joe
- 1971 : Au nom du père, du fils et du colt... (In nome del padre, del figlio e della Colt) de Mario Bianchi
- 1973 : La Fureur d'un flic (La mano spietata della legge)
- 1973 : Les Dernières Neiges de printemps (L'ultima neve di primavera) de Raimondo Del Balzo
- 1974 : Macrò
- 1978 : Incontri molto ravvicinati del quarto tipo
- 1978 : La Quatrième Rencontre (Occhi dalle stelle)
- 1979 : Play Motel
- 1980 : Vacanze per un massacro
- 1981 : Erotic Flash
- 1981 : Il carabiniere
- 1987 : Attraction fatale (L'attrazione)
- 1988 : Taxi Killer
- 1988 : Fratello dello spazio
- 1990 : Sapore di donna
- 1992 : Che meraviglia, amici!

## Récompenses
- Griffon d'or lors du Festival du film de Giffoni 1975 pour Il Venditore di palloncini.